# Hollandia
Hollandia är ett släkte av fjärilar. Hollandia ingår i familjen nattflyn.
Kladogram enligt Catalogue of Life:
| Hollandia | \| \| Hollandia sigillata \| \| \| \| \| \| Hollandia spurrelli \| \| \| \| |
|           | \| \| Hollandia sigillata \| \| \| \| \| \| Hollandia spurrelli \| \| \| \| |
|           | Hollandia sigillata                                                         |
|           |                                                                             |
|           | Hollandia spurrelli                                                         |
|           |                                                                             |